# Újezd (Morávia do Sul)
Újezd é uma comuna checa localizada na região de Morávia do Sul, distrito de Znojmo.